# Momčilo Rašo
Momčilo Rašo (Kotor, Montenegro, 6 de febrero de 1997) es un futbolista montenegrino. Juega de defensor y su equipo actual es el FK Rabotnički de la Makedonska Prva Liga.

## Selección
| Club             | País       | Año         | PJ | Goles |
| ---------------- | ---------- | ----------- | -- | ----- |
| Selección Sub-19 | Montenegro | 2015 - 2016 | 7  | 1     |

## Clubes
| Club                          | País            | Año           | PJ | Goles |
| ----------------------------- | --------------- | ------------- | -- | ----- |
| Fotbalový Klub Ústí nad Labem | República Checa | 2014-2016     | 6  | 0     |
| Dečić                         | Montenegro      | 2016          | 5  | 0     |
| FK Rabotnički                 | Macedonia       | 2017-presente | 22 | 0     |